# Pont des Flèches
Le pont des Flèches (en italien : ponte delle Guglie), sur le canal de Cannaregio est un pont de Venise, situé dans le sestiere de Cannaregio.

## Description
Il est le seul pont vénitien orné de pinacles, situés à la base des rampes: les flèches à partir desquelles il tire son nom.
Le ponte di Cannaregio fut construit pour la première fois en bois en 1285. Il a été remplacé par l'actuel pont de pierre en 1580, comme en témoignent les inscriptions placées sur le pont lui-même. Restauré en 1641 et 1677, il fut reconstruit en 1823 avec l'ajout des flèches, dont il a pris le nom actuel. En 1987, une nouvelle restauration a ajouté un accès pour les handicapés, avec des rampes et des escaliers en métal, et l'asphalte a été remplacé par de la pierre
.

## Images

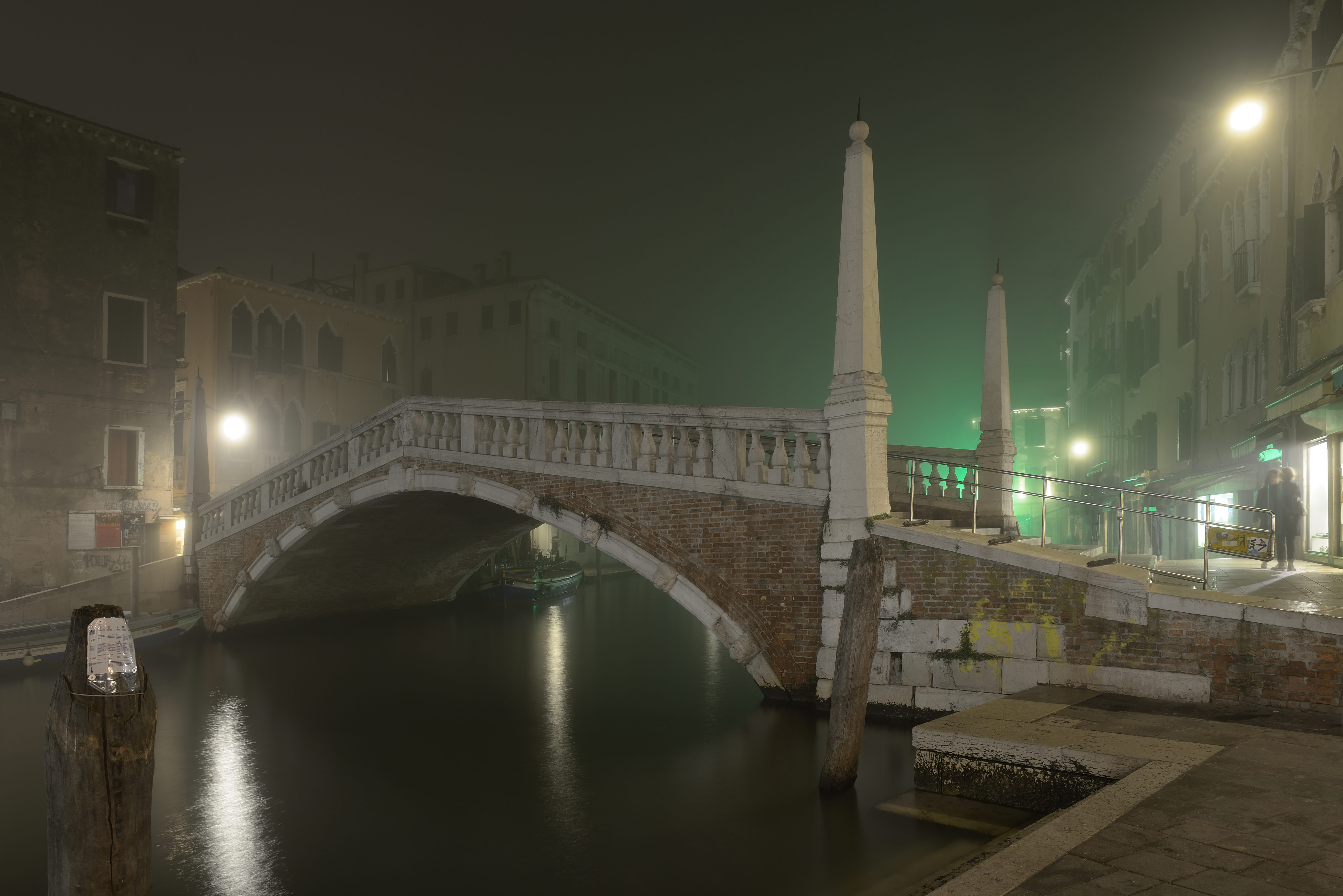
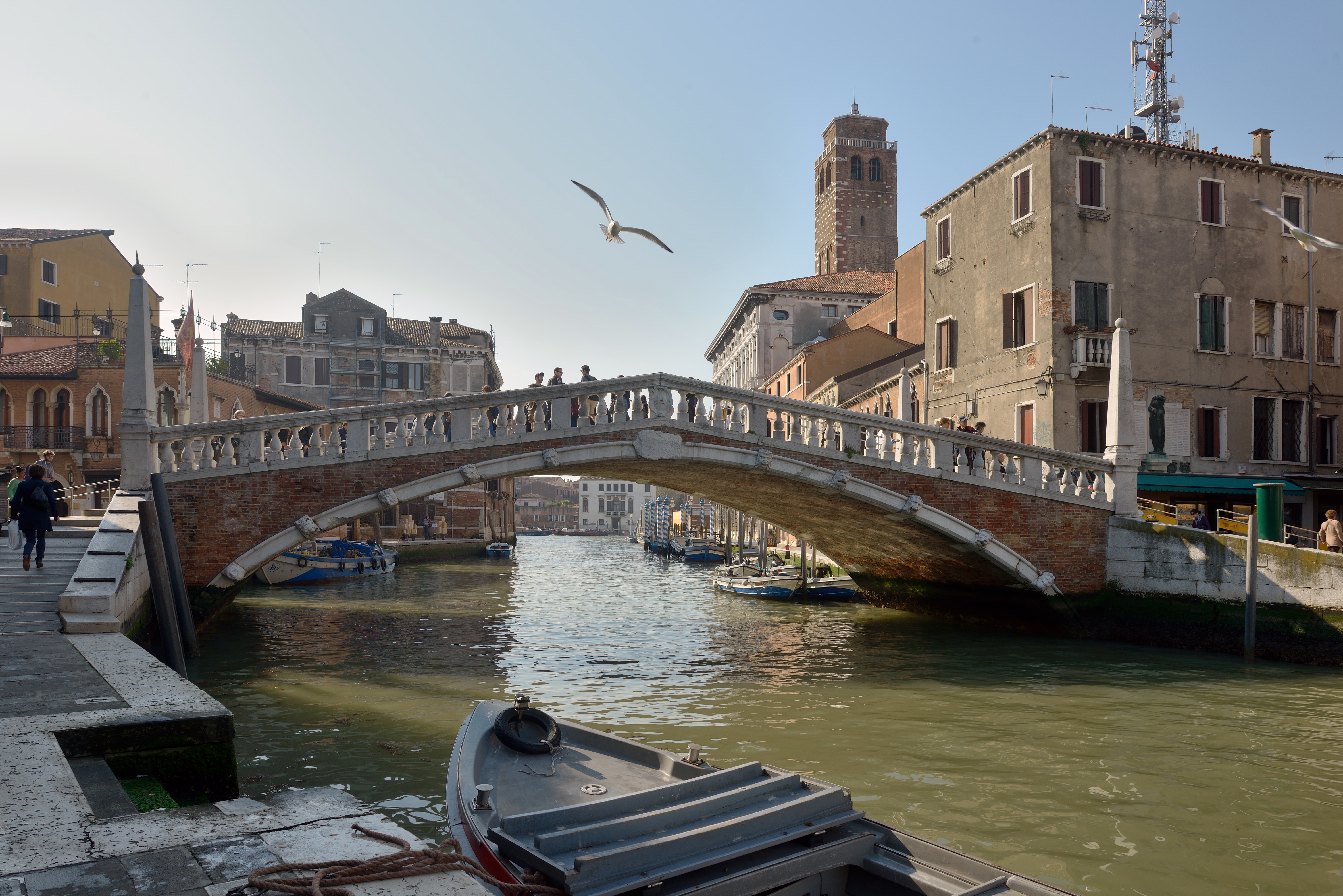
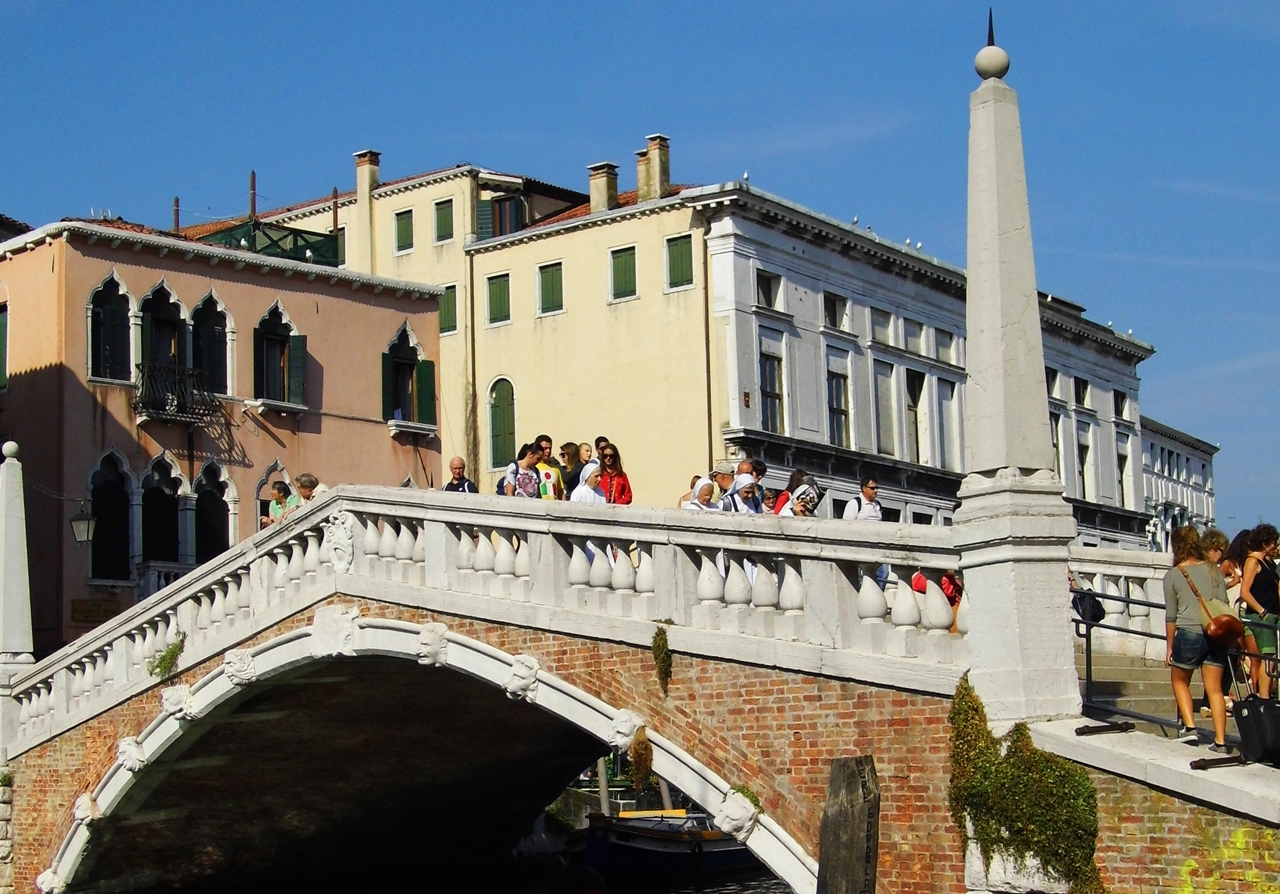

## Publications
- Venezia e ville venete. Pero: Michelin, ed. per viaggiare. p. 148  (ISBN 978-2-06-711973-4).